# Creagrutus hysginus
Creagrutus hysginus és una espècie de peix de la família dels caràcids i de l'ordre dels caraciformes.
Adult, pot atènyer fins a assolir 5,6 cm de llargària total. Viu en zones de clima tropical a Sud-amèrica: rius que desemboquen al Golf de Paria (nord-est de Veneçuela).